# Anna Kopeć
Anna Stefania Kopeć z d. Kulig (ur. 15 czerwca 1920 w Bieździedzy, zm. 25 marca 2018 w Sowinie) – polska rolniczka, Sprawiedliwa wśród Narodów Świata, odznaczona Krzyżem Komandorskim Orderu Odrodzenia Polski.

## Życiorys
Urodziła się 15 czerwca 1920 roku w Bieździedzy na Pogórzu Strzyżowskim, jako najstarsza z siedmiorga dzieci Piotra Kuliga i Emilii z domu Dziok (ur. 1896, zm. 1970).
W dniu 8 sierpnia 1938 roku, w Bieździedzy zawarła związek małżeński ze Stanisławem Kopciem (1912–1988), który brał udział w Obronie Lwowa podczas kampanii wrześniowej. W 1939 r. wraz z niespełna roczną córką Jadwigą zamieszkali w Sowinie koło Kołaczyc (powiat jasielski), gdzie jeszcze w trakcie okupacji niemieckiej przyszło na świat ich drugie z pięciorga dzieci. Podczas II wojny światowej Anna Kopeć wraz z mężem podjęli decyzję o pomocy dziewięcioosobowej żydowskiej rodzinie swoich sąsiadów – Kruegerów, właścicieli sklepu w centrum wioski (od 1942 roku Abraham wraz z synem Henrym ukrywali się na strychu ich domu, pozostali członkowie rodziny często zmieniali miejsce zamieszkania). Pomoc małżeństwu Kopciom w ukrywaniu rodziny Abrahama udzielały także inne rodziny z Sowiny: Frączków, Stasiowskich i Hendzlów. Pomimo wysiłku małżeństwa Kopeć: Abraham Krueger, jego żona Helena i ich syn Henry zostali zamordowani w 1945 roku. Córki Kruegerów przeżyły wojnę i wyemigrowały do Stanów Zjednoczonych. Wraz z mężem trudniła się rolnictwem.
Zmarła 25 marca 2018 roku w swoim domu, w wieku 98 lat. Uroczystości pogrzebowe odbyły się 27 marca. Rozpoczęła je msza święta w kościele Matki Bożej Nieustającej Pomocy w Sowinie. Spoczęła na Cmentarzu Komunalnym w Bieździedzy (nr grobu 558).

## Odznaczenia
14 listopada 2002 Anna i Stanisław Kopeć zostali desygnowani do uhonorowania medalem Sprawiedliwy wśród Narodów Świata przyznanym przez Instytut Jad Waszem w Jerozolimie. Uroczystej dekoracji dokonał w 2003 roku prof. Szewach Weiss, ówczesny ambasador Izraela w Polsce. Również w Izraelu na terenie tegoż Instytutu zostało zasadzone drzewo upamiętniające rodzinę Kopciów. Dnia 28 września 2017 prezydent RP Andrzej Duda odznaczył ją „za bohaterską postawę i niezwykłą odwagę w ratowaniu życia Żydom podczas II wojny światowej oraz za wybitne zasługi w obronie godności, człowieczeństwa i praw ludzkich” – Krzyżem Komandorskim Orderu Odrodzenia Polski. Odznaczenie z rąk wojewody podkarpackiego Ewy Leniart odebrała 13 lutego 2018 w Rzeszowie jej córka – Teresa Frączek.